# Бардолф (Іллінойс)
Бардолф (англ. Bardolph) — селище (англ. village) в США, в окрузі Макдоно штату Іллінойс. Населення — 210 осіб (2020).

## Географія
Бардолф розташований за координатами 40°29′47″ пн. ш. 90°33′48″ зх. д. / 40.49639° пн. ш. 90.56333° зх. д. (40.496274, -90.563391).  За даними Бюро перепису населення США в 2010 році селище мало площу 1,54 км², уся площа — суходіл.

## Демографія
Згідно з переписом 2010 року, у селищі мешкала 251 особа в 106 домогосподарствах у складі 67 родин. Густота населення становила 163 особи/км².  Було 126 помешкань (82/км²).
Расовий склад населення:
| - 98,0 % — білих - 0,4 % — корінних американців |

До двох чи більше рас належало 1,6 %. Частка іспаномовних становила 2,4 % від усіх жителів.
За віковим діапазоном населення розподілялося таким чином: 26,7 % — особи молодші 18 років, 60,9 % — особи у віці 18—64 років, 12,4 % — особи у віці 65 років та старші. Медіана віку мешканця становила 37,5 року. На 100 осіб жіночої статі у селищі припадало 100,8 чоловіків;  на 100 жінок у віці від 18 років та старших — 100,0 чоловіків також старших 18 років.
Середній дохід на одне домашнє господарство  становив 30 988 доларів США (медіана — 31 250), а середній дохід на одну сім'ю — 33 277 доларів (медіана — 32 250). Медіана доходів становила 35 208 доларів для чоловіків та 23 750 доларів для жінок. За межею бідності перебувало 31,3 % осіб, у тому числі 42,2 % дітей у віці до 18 років та 11,1 % осіб у віці 65 років та старших.
Цивільне працевлаштоване населення становило 114 особи. Основні галузі зайнятості: освіта, охорона здоров'я та соціальна допомога — 21,9 %, виробництво — 19,3 %, роздрібна торгівля — 14,0 %, мистецтво, розваги та відпочинок — 14,0 %.